# Wa Municipal District
Koordinaten: 10° 4′ N, 2° 31′ W
Der Wa Municipal District im Nordwesten Ghanas ist einer von elf Distrikten der Upper West Region. Er entstand in dieser Form 2004, nachdem die heutigen Distrikte Wa East District und Wa West District aus dem Wa District herausgelöst worden waren. Die Nationalstraßen N12 und N18 und die Inter-Regionalstraße 11 führen durch Wa. Vom 2019 eröffneten Flughafen Wa Airport starten Linienflüge nach Accra.

## Wirtschaft
In dem Distrikt gibt es Vorkommen von Lehm und anderen Rohstoffen für eine Keramik und Zementproduktion sowie Goldvorkommen. Zudem gibt es hier einige touristische Anziehungspunkte wie den Palast des Wa Naa (des traditionellen Oberhaupts von Wa), die alte Moschee von Nakori und das Grab von Ekem Feguson.  Etwa 80 % der Bevölkerung betreiben Subsistenzlandwirtschaft. Der Bezirk ist ein bedeutender Baumwollproduzent, die Baumwolle wird auch in Wa weiterverarbeitet.

## Ortschaften im Distrikt
- Wa
- Busa
- Charia
- Boli
- Kpongu
- Kperisi
- Mengwe Goripie
- Kolpong